# Борго Пасторерија (Ферара)
Борго Пасторерија (итал. Borgo Pastoreria) је насеље у Италији у округу Ферара, региону Емилија-Ромања.
Према процени из 2011. у насељу је живело 29 становника. Насеље се налази на надморској висини од 5 м.